# Peter Bagge (filolog)
Peter Fredrik Leo Bagge, född den 7 november 1850 i Skara socken, död den 13 oktober 1926, var en svensk skolman. Han var sonson till Peter Bagge.
Bagge blev filosofie doktor i Uppsala 1875, och lektor i svenska, latin och grekiska vid Uppsala högre allmänna läroverk 1876. Han var 1899–1916 rektor vid Västerås högre allmänna läroverk. Bagge utgav flera läroböcker i modersmålet och författade flera språkvetenskapliga, litteratur- och lärdomshistoriska arbeten.